# Anoplarchus insignis
Anoplarchus insignis är en fiskart som beskrevs av Gilbert och Burke 1912. Anoplarchus insignis ingår i släktet Anoplarchus och familjen taggryggade fiskar. Inga underarter finns listade i Catalogue of Life.

## Bildgalleri

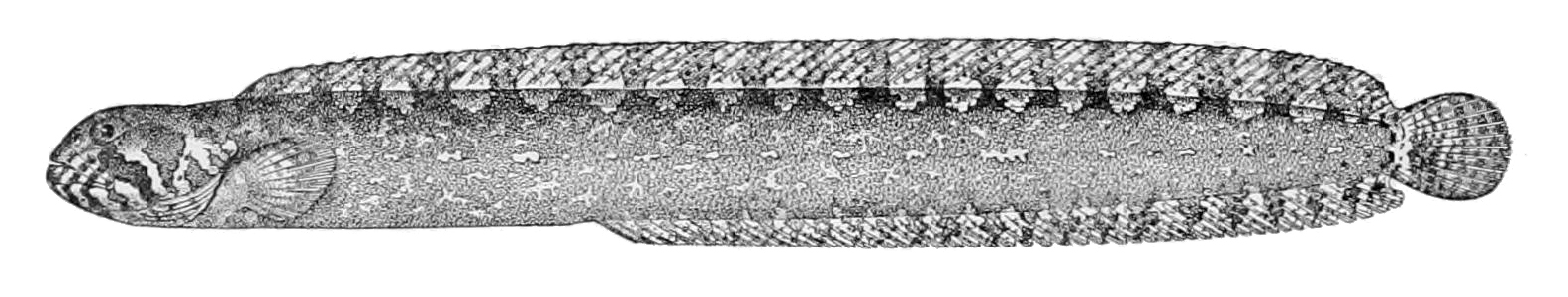